# Piwdenne (obwód charkowski)
Piwdenne (ukr. Південне) – miasto na Ukrainie w obwodzie charkowskim.

## Demografia
W 1989 liczyła 9878 mieszkańców.
W 2017 liczyła 7 705 mieszkańców.